# Nokia Lumia 930
O Nokia Lumia 930 foi um smartphone top de linha da Nokia com Windows Phone 8.1, lançado em abril de 2014. Foi lançado no Brasil com preço sugerido de R$ 1899,00.

## Lançamento
O Lumia 930 foi anunciado em 2 de abril de 2014 na Microsoft Build 2014 juntamente com o Lumia 630 e 635.

### Lançamento no Brasil
O Nokia Lumia 930 chegou ao Brasil em 7 de agosto de 2014 na loja online da Nokia primeiramente, na cores preto ou branco e logo depois foi lançado em outras lojas de varejo. Pela primeira vez a Nokia lançou o Lumia 930 na cor laranja no Brasil, mas por tempo limitado.

### Lançamento em Portugal
O Nokia Lumia 930 chegou a Portugal em 16 de julho de 2014 pelo preço recomendado de 599,90 euros.

## Sistema Operacional
O Lumia 930 foi o segundo smartphone a vir de fábrica com a versão final do Windows Phone 8.1 e versão de firmware Cyan. Foram implementados recursos como a rotação de tela no sistema, o fechamento de apps na multitarefa, pastas de aplicativos, central de ações, teclado com escrita por arrasto, instalação de apps no SD e backup dos dados de apps no OneDrive, opção de atualizar automaticamente os apps, novo visual da câmera, updates de aplicativos do sistema, controle de som separado para ringtones e mídia, entre outros. Na home, continuam existindo os tiles, quadrados de tamanhos diversos que, além de atuarem como atalhos para os aplicativos, também podem mostrar informações relevantes, como notificações de redes sociais, mensagens, fotos e outros. Na nova versão, é possível escolher uma foto que ficará encaixada em todos os blocos, e também é possível ativar uma terceira fileira deles (que era disponível até então apenas no Lumia 1520, no Windows Phone 8).

## Design
Traços simples, sem exagero de curvas. Bordas grandes de 9.8 milímetros. Lateral metálica de alumínio. Traseira de policarbonato fosco, característica que, junto à leve curvatura da tampa nas extremidades, ajuda a segurar o dispositivo com firmeza. Todos os botões físicos (liga/desliga, controle de volume e câmera) ficam na lateral direita. A parte superior dá acesso à entrada para fones de ouvido e à entrada do chip da linha telefônica (tipo nano-SIM). A traseira não é removível. Na parte frontal, possuí os botões do sistema (Voltar, Home e Buscar) de maneira fixa, logo abaixo da tela.

## Especificações

### Tela
O 930, assim como seu irmão maior, o Lumia 1520, possui uma tela com resolução Full HD (1920x1080). A tela do 930 é de 5 polegadas, gerando uma taxa de 441 pixels por polegada (441ppi). O destaque fica para o brilho, que causa uma sensação interessante ao ver todas as cores da tela inicial do Windows Phone ao mesmo tempo. O brilho forte é capaz de garantir boa visibilidade aem situações de extrema luminosidade como um dia ensolarado, o que é algo a se considerar.

### Câmera
O 930 possui uma câmera de 20 megapixels com a tecnologia PureView e lentes óticas Carl Zeiss, com flash dual LED e uma câmera frontal de 1.2 megapixels. Sua câmera é a mesma que equipa o do já conhecido Nokia Lumia 1520.

### Hardware e processamento
O conjunto de processamento do Lumia 930 conta com chipset Qualcomm MSM8974 Snapdragon 800, CPU quad-core Cortex-A7 de 2.2 GHz e GPU Adreno 330 e memória RAM de 2GB.

### Armazenamento e Nano-SIM
O Lumia 930 usa um cartão nano-SIM. Todos os dados são armazenados na memória flash 32GB. O Lumia 930 não possui memória expansível via cartão SD.

### Energia e Bateria
- Bateria interna de íon de lítio recarregável;
- Carga via USB do computador ou carregador de tomada;
- Tempo de conversação: Até 930 minutos;
- Tempo em espera: Até 432 horas;

### Conteúdo da caixa
- Aparelho lumia 930;
- Cabo USB Nokia;
- Carregador Nokia;
- Manual de usuário.

## Problemas conhecidos
Alguns aparelhos enfrentam problemas excessivos de super-aquecimento e de drenagem rápida da bateria e alguns dispositivos não permitem definir o Google como pesquisa padrão. Também existe um problema conhecido no Lumia 930 em que vários aplicativos podem não gravar som (independente de qual microfone for, dos 4 existentes), sendo este um problema de OS sofrendo incompatibilidade com o hardware do celular. A Microsoft prometeu uma atualização do sistema para corrigir todos os erros no Lumia 930.